# Марущенко Віктор Іванович
Віктор Іванович Марущенко (1 лютого 1946, м. Новосибірськ, СРСР — 28 вересня 2020, м. Київ) — український фотограф, художник, арт-критик, викладач. Голова Київської організації Спілки фотохудожників України (з 1999).

## Життєпис
Віктор Марущенко народився 1 лютого 1946 року в Новосибірську (Росія), де батьки перебували в евакуації.
З 1951 — у Києві. Закінчив Інститут журналістики майстерності при Спілки журналістів України (1975), факультет журналістики Київського університету (1979—1981).
Фотографувати починає з середини 1970-х, як театральний фотограф. Працював фотокореспондентом газети «Радянська культура» (1980—1991), «Советская культура» по Україні та «День» (1997—1998).
З 2004 року — засновник та керівник «Школи фотографії Віктора Марущенка».
З 2010 року — видає журнал про фотографію «5.6».
У вересні 2020 року стало відомо, що Марущенко бореться з тяжкою хворобою та потребує фінансової допомоги. Помер у ніч на 29 вересня 2020 року в Києві.

## Творчість
З 1991 року — незалежний фотограф для украївських і зарубіжних видань; співзасновник незалежного інформаційного агентства «Укрпрес», галереї «Photo Nostra».
На його знімках 1970–1990 років знамениті актори, музиканти, архітектори, художники, філософи виглядають такими, якими є насправді, без позування, фальшивої машкари.
Серед серій фото — «Україна після Чорнобиля» (1986), «Донбас — країна мрій» (2003—2004).
З 1983 — учасник фотовиставок у США, Канаді, Бразилії, Чилі, Швейцарії, Німеччині, Франції, РФ, Польщі, Словаччині, а також Бієнале сучасного мистецтва у Венеції (Італія, 2001) та Сан-Пауло (Бразилія, 2004). Персональні — у Кишиневі (1987), Білі (Швейцарія, 1992), Ґлюкштадті (1992, 2008), Мюнхені (1996; обидва — Німеччина), Калґарі (Канада), Севастополі (обидві — 1993), Москві, Цюриху (обидві — 1994), Аарау (Швейцарія, 1994, 1998), Києві (1996, 2002, 2005), Берліні (2006).
У 1989 році виїжджає до Швейцарії, а в 1990-му бере участь у великій виставці A Hundred Photographers of Eastern Europe, Musee de I'Elysee, Лозанна, Швейцарія. З того ж року проводить значну кількість виставок у Швейцарії, Німеччині, Франції, США, Канаді, Словаччині, Україні та інших.
У Берні у видавництві «Benteli Verlag» (1997) вийшов фотоальбом «Віктор Марущенко. Україна. Фотографії» (тексти — українськими та німецькими мовами).